# 弗拉特威洛 (蒙大拿州)
弗拉特威洛（英語：Flatwillow）是位於美國蒙大拿州石油縣的非建制地區。

## 歷史
弗拉特威洛的郵局於1883年設立，其後於1946年停運。

## 地理
弗拉特威洛所處的海拔為高於海平面983米（即3225英呎），而該地所採用的時區為UTC-6，即北美山地時區（MST）。同時該地設有夏令時間，為UTC-7調快一小時，即UTC-6（MDT）。